# ماجراهای الویس (مجموعه تلویزیونی)
ماجراهای الویس یا الویس کوچولو به انگلیسی:(Li'l Elvis and the Truckstoppers) یک مجموعه انیمیشنی ساخت استرالیا و فرانسه می‌باشد که توسط شرکت ATCF در سال ۱۹۹۷ تا ۱۹۹۸ ساخته شد. این انیمیشن دارای ۲۶ قسمت می‌باشد.